# Bitwa pod Almenar
Bitwa pod Almenar – starcie zbrojne, które miało miejsce 27 lipca 1710 w trakcie hiszpańskiej wojny sukcesyjnej.

## Wstęp
Wiosną 1710 z Aragonii do Katalonii wkroczyła armia hiszpańska de Villadariasa i 15 marca przeprawiła się przez rzekę Segre. 3 maja dołączył do niej Filip V Burbon.
W czerwcu arcyksiążę austriacki Karol VI Habsburg skoncentrował siły sprzymierzonych. W lipcu generał Guido Starhemberg otrzymał posiłki i zdecydował się na atak. Przeprawił się przez rzekę Noguera i zajął pozycje na wzgórzach Almenary.
Anglicy pod wodzą Stanhope’a przeprawili się przez Segre pod Balaguer (na północ od Léridy) maszerując na most pod Alfarras, po którym przeszli 27 czerwca. Pod Almenar zajęli prawe skrzydło armii sprzymierzonych, która teraz liczyła 18 000 żołnierzy. Zbliżająca się hiszpańska armia Villadariasa miała 22 000 żołnierzy.

## Bitwa
Villadarias rozpoczął bitwę szarżą kawalerii, która początkowo zaczęła przynosić sukcesy. Zwycięska jazda hiszpańska zmarnowała jednak czas na ściganie pojedynczych grupek uciekających wrogów.
W tym czasie angielska piechota uderzyła na lewe skrzydło Hiszpanów. Pierwsza linia hiszpańska nie wytrzymała naporu przeciwnika i rzuciła się do ucieczki, wpadając na uszykowaną z tyłu drugą linię lewego skrzydła armii hiszpańskiej.
Natomiast Austriacy uderzyli i zniszczyli prawe skrzydło, gdzie Filip V Burbon osobiście, z narażeniem życia uczestniczył w walce i omal nie dostał się do niewoli.

## Po bitwie
Armia hiszpańska straciła 1 000 zabitych i 3 000 jeńców, natomiast sprzymierzeni (Anglicy, Austriacy i Holendrzy) 400 zabitych.
Hiszpańskie wojska opuściły Katalonię i wycofały się do Aragonii, gdzie 20 sierpnia doszło do bitwy pod Saragossą.
Villadarias został pozbawiony dowództwa i zastąpiony przez markiza de Bay.